# Sarothroceras sordidus
Sarothroceras sordidus är en fjärilsart som beskrevs av Rothschild 1896. Sarothroceras sordidus ingår i släktet Sarothroceras och familjen nattflyn. Inga underarter finns listade.